# ATP Challenger Kapstadt
Der ATP Challenger Kapstadt (offiziell: Capetown Challenger) war ein Tennisturnier, das zwischen 1987 und 1990 insgesamt fünfmal in Kapstadt, Südafrika, stattfand. Es gehörte zur ATP Challenger Tour und wurde im Freien auf Hartplatz gespielt.

## Liste der Sieger

### Einzel
| Jahr     | Sieger               | Finalgegner    | Ergebnis      |
| -------- | -------------------- | -------------- | ------------- |
| 1990     | Gary Muller          | Jeremy Bates   | 5:7, 6:2, 6:3 |
| 1989 (2) | Mark Kaplan          | Dean Botha     | 6:2, 6:1      |
| 1989 (1) | Christo van Rensburg | Pieter Aldrich | 6:3, 6:1      |
| 1988     | Jimmy Arias          | Matt Anger     | 6:4, 3:6, 7:6 |
| 1987     | Pieter Aldrich       | Mike Bauer     | 1:6, 6:4, 6:2 |

### Doppel
| Jahr     | Sieger                      | Finalgegner                 | Ergebnis      |
| -------- | --------------------------- | --------------------------- | ------------- |
| 1990     | Marius Barnard Jeremy Bates | Wayne Ferreira Piet Norval  | 6:3, 6:1      |
| 1989 (2) | Kelly Jones Joey Rive       | David Pate Robert Van’t Hof | 6:2, 7:6      |
| 1989 (1) | Paul Annacone Mike DePalmer | Neil Broad Stefan Kruger    | 6:4, 6:7, 6:2 |
| 1988     | Matt Anger Greg Holmes      | Royce Deppe Michael Kures   | 6:2, 6:1      |
| 1987     | Neil Broad Stefan Kruger    | Mike Bauer Luke Jensen      | 6:4, 6:2      |